# William Beebe
Charles William Beebe (Brooklyn, New York, 1877. július 29. – Trinidad, 1962. június 4.) amerikai zoológus, tengerkutató, szakíró.

## Életútja
1877-ben született az Amerikai Egyesült Államokban. 1896 és 1899 között a Columbia University-n tanult, ám diplomát nem szerzett. A halak és madarak evolúciójának valamint a tenger mélyének kutatásával foglalkozott. 1919-től a New York-i zoológiai társulat trópuskutató osztályának igazgatója volt egészen 1952. július 29-én történt nyugdíjba vonulásáig.
Nevét főként azok az expedíciói tették ismertté, amelyeket a Noma és Arcturus nevű hajókkal különösen a Sargasso-tenger és a Galápagos-szigetek vidékének kutatására vezetett. Expedícióinak tapasztalatairól érdekes könyvekben számolt be.
Legnagyobb érdeme azonban a mélytengeri kutatás általa kezdeményezett merész és óriási lehetőségeket nyitó módja: leereszkedés nagy (több száz méteres) mélységekbe, búvárpáncélgömbök belsejében. A páncélgömbbe zárt kutató állandó telefon-összeköttetésben marad hajójával és így közvetlenül beszámolhat tapasztalatairól, sőt fénykép- és filmfelvételeket készíthet a gömb vastag, olvasztott kvarcablakán keresztül. Mindezt gömbbe szerelt erős fényszóró teszi lehetővé, mely széles körben megvilágítja a tengeralatti világ örök éjszakáját. Munkatársával, Otis Bartonnal egy ilyen elvek szerint szerkesztett gömbben (műneve bathysphaera, magyarosan batiszféra) 1930-ban 430 méter mélységbe sikerült ereszkednie a Bermudáknál, amivel rekordot állított fel a mélységbe merülés terén. Élményeit az egész idő alatt telefonon tollba mondta a fedélzeten tartózkodó gyorsírónőjének. 1931-ben 460 métert ért el. 1932-ben 600 méterre ereszkedett és új, tökéletesített búvárgömbbel 2000 méteres mélységet akart elérni. Ezt megelőzően kísérletképpen 1000 méterre bocsátotta le a gömböt, hogy kipróbálja nyomásálló képességét. Ebben a mélységben a gömbnek 100 atmoszféra nyomást kell kibírnia, ami, lévén felülete 65 000 cm², 6500 tonna terhelést jelent. Kitűnt azonban, hogy az ablakok eresztékei nem eléggé szilárdak, mert víz nyomul rajtuk keresztül a készülék belsejébe. Később azonban sikerült a szerkezetet oly módon tökéletesíteni, hogy az ezekbe a mélységekbe való leereszkedés is kevés kockázattal volt végrehajtható. Beebe kísérletei korszakalkotók a mélytengeri kutatás szempontjából, mert lehetővé tették a nagy mélységekben élő állatvilágnak közvetlenül, a maga természetes elemében és nyomásviszonyai között való megfigyelését. Erre előzőleg nem volt mód és a tudomány kénytelen volt beérni a kutatóhálók által felszínre hozott és a nagy nyomásváltozás által elpusztított és természetes valójából kiforgatott, eltorzított állattetemek tanulmányozásával. 1934. augusztus 15-én új mélyvízi merülési világrekordot állított fel, 923 méter (3028 láb) mélységbe merült a Nonsuch-sziget közelében társával, Otis Bartonnal. (Ezt a rekordot később Barton döntötte meg 1949-ben.) Beebe merülései először kínáltak lehetőséget arra, hogy a bathyális-zóna élőlényeit az ember a természetes közegükben figyelje meg. A világító halakról tett megfigyelései későbbi kutatások alapjául szolgáltak.
Utolsó éveit Trinidadon töltötte, ott is van eltemetve.

## Művei
- Two Bird Lovers in Mexico (1905, Mary Blair Beebe, azaz Blair Niles-szel közösen)
- The Log of the Sun: A Chronicle of Nature's Year (1906)
- Our Search for a Wilderness (1908, with Mary Blair Beebe-bel, azaz Blair Niles-szel közösen)
- A Monograph of the Pheasants (1918, négy kötet)
- Edge of the Jungle (1921)
- Galapagos: World's End (Mineola, New York: Dover Publications, Inc., 1924)
- Jungle Days (1925)
- Pheasants, Their Lives and Homes (1926)
- Pheasant Jungles (1927)
- Beneath Tropic Seas: A Record of Diving among the Coral Reefs of Haiti (New York, London: Putnam's Sons, 1928)
- Nonsuch: Land of Water (1932)
- Exploring With Beebe (G.P. Putnam's Sons, New York / London, 1932, németül: Auf Endeckungsfahrt mit Beebe, F. A. Brockhaus, Leipzig, 1936)
- Field Book of the Shore Fishes of Bermuda (1933)
- Half Mile Down (1934) (németül: 923 meter unter dem Meeresspigel, F. A. Brockhaus, Leipzig, 1935
  - Félmérföldnyire a tenger szine alatt; fordította: Sebestyén Olga, Wolsky Sándor, Királyi Magyar Természettudományi Társulat, Budapest, 1937, Természettudományi Könyvkiadó Vállalat)
- Zaca Venture (London: John Lane, 1938)
- Book of Bays (1942)
- High Jungle (New York: Duell, Sloan and Pearce, 1949)
- Unseen Life of New York: As a Naturalist Sees It (1953)
- Adventuring with Beebe (Duell, Sloan and Pearce, 1955)